# Selva tropical de montaña de los Ghats occidentales del Sur
La selva tropical de montaña de los Ghats occidentales del Sur  es una ecorregión de India del Sur que cubre la parte meridional de la cordillera occidental de los Ghats en Karnataka, Kerala y Tamil Nadu, en las zonas con mayor altitud de 1000 m. Son más fríos y húmedos que los bosques húmedos de hoja caduca de los Ghats occidentales del Sur menos elevados, que rodean las selvas tropicales montanas.

## Encuadre
La ecorregión es la más rica en especies de la India peninsular y es el hogar de numerosas especies endémicas. Cubre un área de 22 600 km2 (8700 millas cuadradas). Se estima que dos tercios de los bosques originales han sido talados, y sólo están protegidos 3 200 km2, o el 15 % de la superficie intacta.
La parte sur de los Ghats occidentales contiene los picos más altos de la cordillera, destacando el Anai Mudi en Kerala, con 2695 m de altura. Los Ghats interceptan los vientos de monzón cargados de humedad del mar Arábigo, y la precipitación media anual supera los 2800 mm. El monzón del noreste de octubre a noviembre complementa el monzón del suroeste de junio a septiembre. Los Ghats occidentales del sur son la parte más húmeda de la India peninsular, y están rodeados por ecorregiones más secas al este y al norte.

## Flora

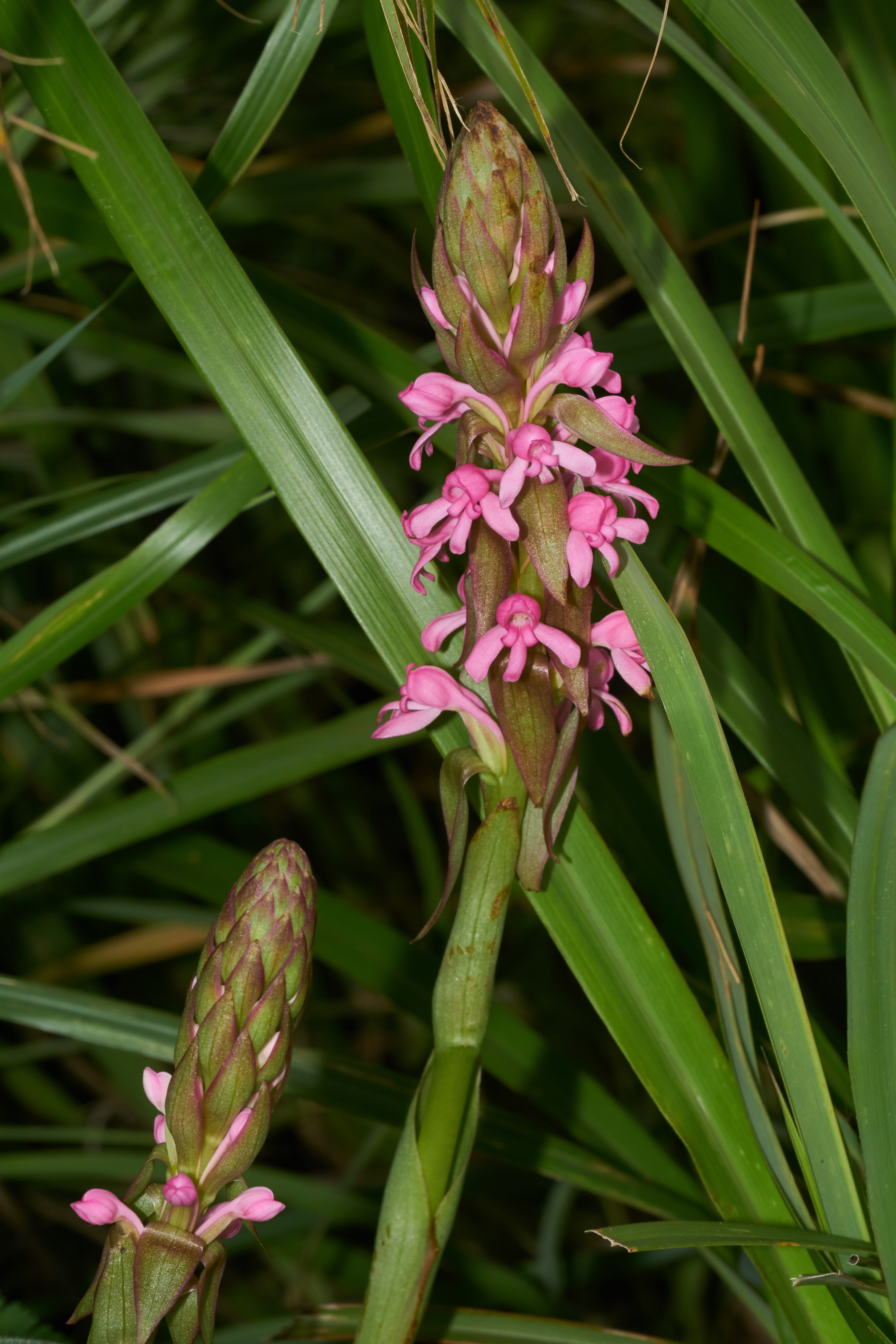
Satyrium nepalense En el parque nacional de Silent Valley

El clima fresco y húmedo, las altas precipitaciones y la variedad de microclimas causados por las diferencias en la elevación y la exposición sustentan bosques exuberantes y diversos; el 35 % de las especies de plantas son endémicas de la ecorregión. Los bosques montanos húmedos de hoja perenne son el tipo de hábitat predominante. Los bosques de montaña de hoja perenne sustentan una gran diversidad de especies. Los árboles generalmente forman un dosel de 15 a 20 m, y los bosques son de varios pisos y ricos en plantas epífitas, especialmente las orquídeas. Los árboles característicos del dosel son Cullenia exarillata, Mesua ferrea, Palaquium ellipticum, Gluta travancorica y Nageia wallichiana. Nageia es una conífera podocarpiana con orígenes en el antiguo supercontinente de Gondwana, del cual India formó parte anteriormente, y un número de otras plantas en la ecorregión tiene orígenes Gondwana. Otras especies de árboles de hoja perenne del bosque montano incluyen Calophyllum austroindicum, Garcinia rubro-echinata, Garcinia travancorica, Diospyros barberi, Memecylon subramanii, Memecylon gracile, Goniothalamus rhyncantherus y Vernonia travancorica.
El otro tipo de hábitat principal en la ecorregión es el complejo de shola-pradera, que se encuentra en elevaciones de 1900 a 2220 m. La shola es un bosque atrofiado con una parte superior de pequeños árboles, generalmente Pygeum gardneri, Schefflera racemosa, Linociera ramiflora, Syzygium spp., Rhododendron nilgiricum, Mahonia nepalensis, Elaeocarpus recurvatus, Ilex denticulata, Michelia nilagirica, Actinodaphne bourdellonii y Litsea wightiana. Debajo del piso superior hay un bajo sotobosque y una densa capa de arbustos. Estos bosques de shola se entremezclan con praderas montanas, caracterizadas por especies de hierba resistentes al hielo y al fuego como Chrysopogon zeylanicus, Cymbopogon flexuosus, Arundinella ciliata, Arundinella mesophylla, Arundinella tuberculata, Themeda tremula y Sehima nervosum.

## Fauna
La ecorregión sostiene una fauna rica, también alta en endemismo: de 78 especies de mamíferos, 10 son endémicas, junto con el 42 % de los peces, el 48 % de los reptiles y el 75 % de los anfibios. De 309 especies de aves, 13 son endémicas.
La ecorregión tiene la población de elefantes más grande de la India, junto con poblaciones de tigre amenazado (Panthera tigris), leopardo (Panthera pardus), oso perezoso (Melursus ursinus), gaur (Bos gaurus) y dhole o perro salvaje indio (Cuon alpinus). El raro y endémico Nilgiri tahr (Nilgiritragus hylocrius) se limita a una banda de 400 km de mosaico de praderas de shola, desde las colinas de Nilgiri en el norte hasta las colinas de Agasthyamalai (Ashambu) en el sur. El macaco de cola de león (Macaca silenus) y el langur de Nilgiri (Semnopithecus johnii) son primates endémicos que están en peligro de extinción.
90 de las 484 especies de reptiles de la India son endémicas de la ecorregión, con ocho géneros endémicos (Brachyophidium, Dravidogecko, Melanophidium, Plectrurus, Ristella, Salea, Teretrurus y Xylophis). Casi el 50 % de las 206 especies anfibias de la India son endémicas de la ecorregión, con seis géneros endémicos (Indotyphlus, Melanobatrachus, Nannobatrachus, Nyctibatrachus, Ranixalus y Uraeotyphlus).

## Áreas protegidas
A partir de 1997, se designaron 13 áreas protegidas, cubriendo una superficie de más de 3200 km². Varias de las áreas protegidas en la parte norte de la ecorregión están incluidas dentro de la Reserva de la Biosfera de Nilgiri, y la Reserva de la Biosfera de Agasthyamala cubre la parte meridional.
- Santuario de Vida Silvestre de Aralam, Kerala (50 km²)
- Santuario de Vida Silvestre Brahmagiri, Karnataka (190 km²)
- Parque nacional de Eravikulam, Kerala (97 km², parte en los bosques húmedos de hoja caduca de los Ghats occidentales del Sur)
- Parque Nacional de Grass Hills, Tamil Nadu
- Parque nacional Indira Gandhi (Anamalai),  Tamil Nadu (600 km², en parte en los bosques húmedos de hoja caduca de los Ghats occidentales del Sur
- Reserva de Tigres Kalakkad Mundanthurai, Tamil Nadu (290 km²)
- Parque Nacional Karian Shola, Tamil Nadu
- Parque Nacional Karimpuzha, Kerala (230 km²)
- Santuario de Vida Silvestre de Megamalai, Tamil Nadu (120 km², en parte en los bosques húmedos de hoja caduca de los Ghats occidentales del Sur)
- Parque nacional de Mukurthi, Tamil Nadu (60 km²)
- Santuario de Vida Silvestre de Parambikulam, Kerala (260 km²)
- Parque nacional de Periyar, Kerala (540 km², en parte en los bosques húmedos de hoja caduca de los Ghats occidentales del Sur)
- Santuario de Vida Silvestre de Pushpagiri, Karnataka (60 km², en parte en los bosques húmedos de hoja caduca de los Ghats occidentales del Sur)
- Santuario de Vida Silvestre de Peppara, Kerala (40 km², en parte en los bosques húmedos de hoja caduca de los Ghats occidentales del Sur
- Santuario de Vida Silvestre de Sathyamangalam, Tamil Nadu (1611 km², en parte en los bosques húmedos de hoja caduca de los Ghats occidentales del Sur
- Santuario de Vida Silvestre de Shenduruny, Kerala (300 km²)
- Parque nacional de Silent Valley, Kerala (110 km²)
- Santuario de Fauna Talakaveri, Karnataka (250 km²)